# Rembold Peterssons ätt
Rembold Peterssons ätt är ett nutida konventionellt namn på en svensk medeltida frälseätt vars medlemmar aldrig använde släkttnamn, och som av historiker fått sitt namn efter häradshövdingen i Åkers härad Rembold Petersson (en bjälke). Ätten utdog innan Sveriges Riddarhus grundades 1625, varför den aldrig introducerades där som adelsätt. I vapnet förde ätten en bjälke, okänd tinktur.

## Historia
Rembold Peterssons ätt, som är namngiven efter häradshövdingen i Åkers härad Rembold Petersson (en bjälke), ingår i Bengt Hildebrands licentiatavhandling Esbjörn Blåpanna och hans arvingar från 1935. Deras vapensköld anger Hildebrand, var delad med en heraldisk bjälke. Kaj Janzon har invänt att Peter N.N, Kristina Petersdotter, Peter Remboldtsson redovisas utan källhänvisningar som styrker att de fört detta vapen, men att källor bekräftar att Bengta är dotter till Peter Remboldsson, som uppges ha fört en bjälke. Peter Remboldssons sigill är veterligen inte bevarat, men hans far Rembold Petersson har bevisligen fört bjälken, och det är därför fullt möjligt att Peter och hans dotter Bengta förde samma vapen. 

## Oklar koppling
- Lars Björnsson (en bjälke),

## Släkttavla
1. Peter
  1. Möjligen Kristina Petersdotter, gift med Peter Ålänning,  rådman i Stockholm senast från 9 juni 1375 till sin död mellan 1401 och 1404.
  2. Rembold Petersson (en bjälke). Häradshövding i Åkers härad.
    1. Gertrud Rembalsdotter (en bjälke). Gift med Peter Ulfsson i Sövsta (Sövstaätten), väpnare, död 1435.
    2. Peter Remboldtsson
      1. Bengta Petersdotter.